# Blut und Boden

Logo del Ministerio de Agricultura del Tercer Reich y la ideología Blut und Boden.

Blut und Boden (expresión alemana que significa “sangre y tierra”, abreviada como BluBo) es un lema nacionalista que expresa el ideal de la Alemania nazi de un cuerpo nacional racialmente definido ("sangre") unido a una zona de asentamiento ("suelo"). Con dicho concepto además se idealizan las formas de vida rural y agrícola como contrapartida de las urbanas. Está frase se vincula al concepto colonialista alemán contemporáneo de Lebensraum, la creencia de que el pueblo alemán debía expandirse por Europa del Este, conquistando y desplazando a la población eslava y báltica nativa a través del Generalplan Ost. 
"Sangre y tierra" fue un lema clave de la ideología nazi. La ideología nacionalista de la Liga Artaman y los escritos de Richard Walther Darré guiaron las políticas agrícolas que más tarde adoptaron Adolf Hitler, Heinrich Himmler y Baldur von Schirach.

## Origen
La expresión se acuñó a finales del siglo XIX, en parte, apoyada por el racialismo y romanticismo nacional. El pensador y novelista francés Maurice Barrès acuñó y divulgó entre 1897 y 1902 el entendimiento del concepto de la Patria francesa como «La terre et les morts de France» en su trilogía Roman de l'énergie nationale : Les Déracinés (1897), L'Appel au soldat (1900) et Leurs Figures (1902) el giro conceptual logra que la idea revolucionaria, democrática o republicana, de la Nación o Patria usado en su origen frente al régimen de los privilegios, aristocráticos, eclesiásticos y monárquicos, para imponerles la libre voluntad de la mayoría, ahora con Barrès se impregna de tradicionalismo y con ello el concepto deriva en conservador e incluso en paganismo reaccionario.
Este nacionalismo romántico produjo una literatura regional, con alguna crítica social, que fue la concepción generalizada hasta el ascenso de los nazis.
El término apareció en 1922 en La decadencia de Occidente de Oswald Spengler, donde evoca un «combate de la sangre y del suelo contra una forma de híbrido interno entre hombre y animal». La imagen fue retomada por August Winnig en un texto de 1926 titulado Liberación y en el libro Das Reich als Republik (1928), cada vez al inicio de la misma frase: «La sangre y el suelo son el destino del pueblo alemán».
Richard Walther Darré popularizó la frase en la época del ascenso nazi. En 1930, escribió un libro titulado Neuadel aus Blut und Boden (Una nueva aristocracia basada en la sangre y el suelo), en el cual proponía un programa de eugenesia sistémica, bajo el argumento que la crianza era la panacea para todos los problemas del Estado. Darré fue un miembro influyente del Partido nazi y un connotado teórico racista, quien asistió bastante al partido a ganar apoyo entre los alemanes comunes fuera de las ciudades. Antes de su ascenso al poder, los nazis pidieron el retorno de las ciudades al campo.